# 마산초등학교 용전분교
마산초등학교 용전분교는 대한민국 전라남도 해남군에 있는 공립 초등학교이다.

## 학교 연혁
- 1946년 10월 1일: 마산서공립국민학교 개교
- 1968년 9월 1일: 학의분교장 설치
- 1970년 3월 1일: 학의국민학교 분리
- 1996년 3월 1일: 마산서초등학교로 개칭
- 1997년 3월 1일: 마산초등학교 용전분교 격하

## 참고 자료
- 용전분교장 - 한국교육학술정보원 학교알리미